# Acétate de cis-hex-3-ènyle
L'acétate de cis-hex-3-ènyle est un ester  de l'acide acétique et de formule semi-développée CH3COOCH2CH2CH=CHCH2CH3 qui est utilisé comme arôme dans l'industrie alimentaire. Il possède une odeur de fruit vert. C'est un composant naturel qui se trouve dans de nombreux fruits et dans le thé vert.